# デイカー・モンゴメリー
デイカー・モンゴメリー（Dacre Montgomery, 1994年11月22日 - ）は、オーストラリア出身の俳優。

## 略歴
オーストラリアのパースに、カナダ人の母親とニュージーランド人の父親との間に生まれる。
10歳の時、短編映画にエキストラとして出演した事で俳優を志すようになる。
マウント・ローリー高校を卒業した後、エディスコーワン大学の西オーストラリア・パフォーミングアート・アカデミーに進学。
同校卒業後、オーストラリアのスリラー映画『ベター・ウォッチ・アウト クリスマスの侵略者』で長編映画デビューし、2017年『パワーレンジャー』でハリウッドデビューを果たす。

## 人物
両親も映画業界で働いており、幼いころは映画のセットで過ごすことが多かった。
高校生の頃は太っており、いじめを受けることもあった。

## 出演作品

### 映画
- ベター・ウォッチ・アウト クリスマスの侵略者 Better Watch Out （2016年） - ジェレミー 役
- A Few Less Men （2017年） - マイク 役
- パワーレンジャー Power Rangers （2017年） - ジェイソン・スコット / レッドレンジャー 役
- ブロークン・ハート・ギャラリー The Broken Hearts Gallery（2020年） - ニック 役
- エルヴィス Elvis（2022年） - スティーヴ・ビンダー 役

### テレビドラマ
- ストレンジャー・シングス 未知の世界 Stranger Things （2017年 - 2022年） - ビリー・ハーグローブ 役

### ショートフィルム
- Betrand the Terrible（2011年） - フレッド 役

### ミュージックビデオ
- Make Them Suffer「Old Souls」（2015年） - ロバート 役
- アンガス・アンド・ジュリア・ストーン「Chateau」（2017年） - リードマン 役